# Csesztve
Csesztve es un pueblo ubicado en el condado de Nógrád, Hungría.

## Superficie
Posee una superficie de 16,25 kilómetros cuadrados.

## Demografía
Hasta 2021 la población era de 341 habitantes, con una densidad de población de 20,98 habitantes por kilómetro cuadrado.